# Novofedorivka
Novofedorivka (ukrainien : Новофедорівка, russe : Новофёдоровка, Novofyodorovka, tatar de Crimée : Novofödorovka) est une commune urbaine de république autonome de Crimée, en Ukraine, occupée par la Russie depuis 2014, située à 3 kilomètres au sud de Saki et à environ 70 kilomètres au nord de Sébastopol. Elle y abrite une base aérienne datant de l'époque soviétique. Population : 6 558 habitants (estimation 2013).

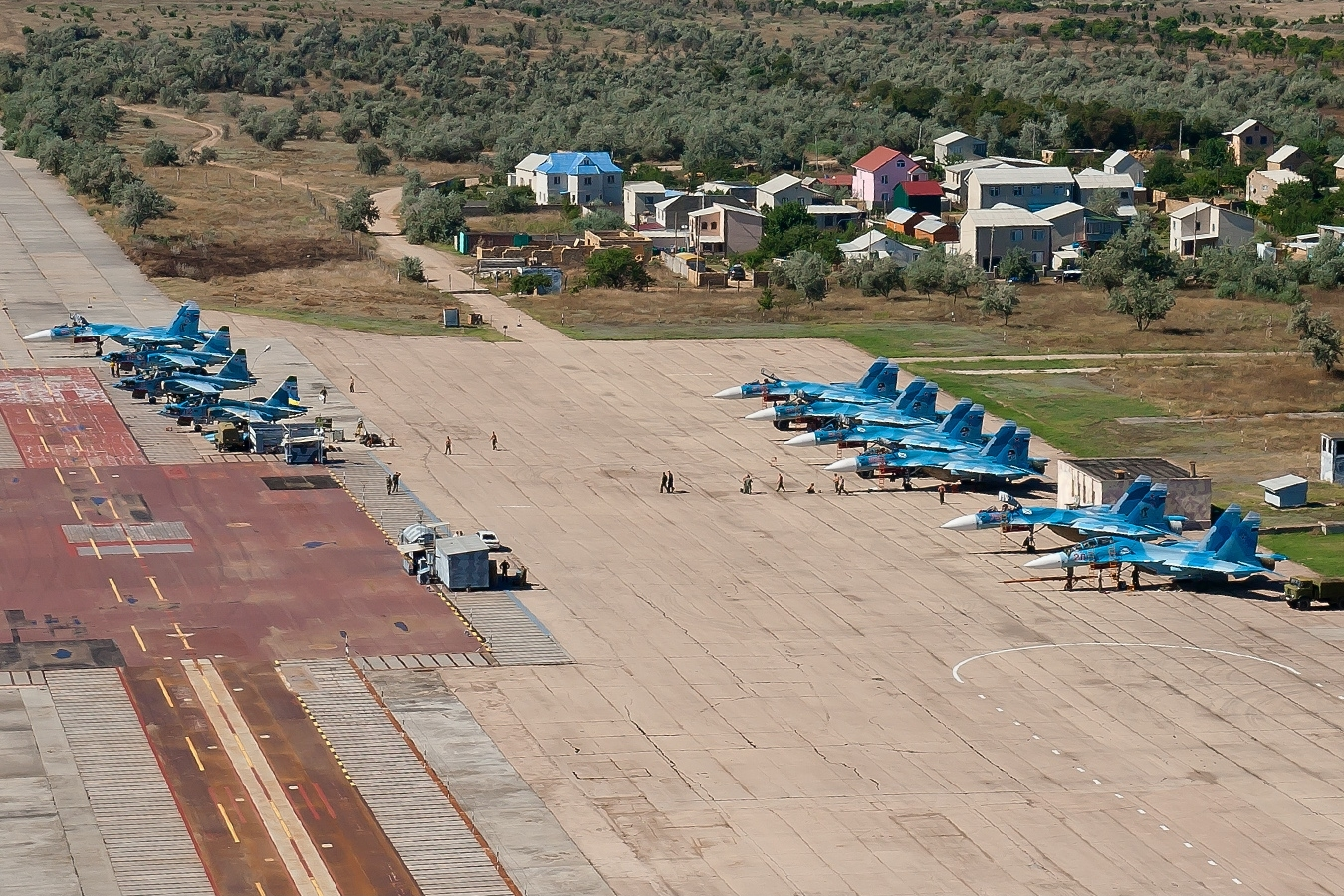
Aviation navale russe à la base aérienne de Novofedorivka en 2010.

La principale activité de la ville est la base aérienne de Novofedorivka qui a subi une importante explosion le 9 août 2022.